# سد یاسیرتا
سد یاسیرتا (به اسپانیایی: Represa de Yacyretá) یک منطقهٔ مسکونی در آرژانتین است.